# Ninel Fjodorowna Kusnezowa
Ninel Fjodorowna Kusnezowa (russisch Нинель Фёдоровна Кузнецова; * 9. Dezember 1927 in Taschkent, Usbekistan; † 27. November 2010 in Moskau) war eine russische bzw. sowjetische Juristin, Rechtswissenschaftlerin, Kriminologin, Professorin der Universität Moskau (MGU), und eine der Begründerinnen der modernen russischen Kriminologie.

## Leben
Kusnezowa wuchs in der Familie eines Militärpiloten auf. Nach dem Abitur 1945 wurde sie ohne Aufnahmeprüfungen zum Studium zugelassen und an der Moskauer Universität studierte sie ab 1950 Rechtswissenschaften. Danach studierte sie in der Aspirantur und promovierte 1953 zum Thema der strafrechtlichen Verantwortung. 1968 habilitierte sie zum Thema in der Kriminologie „Verbrechen und Kriminalität“. Von 1953 lehrte sie als Assistentin, Dozentin, Professorin am Lehrstuhl für Strafrecht und Kriminologie der Juristischen Fakultät der Lomonossow-Universität (MGU) in Moskau. Von 1985 bis 1999 war sie Leiterin des Lehrstuhls.
15 Jahre war sie auch Abgeordnete des Rates der Volksdeputierten eines Rajons der Stadt Moskau.